# Aston Martin V8 Vantage
Aston Martin V8/V12 Vantage — спортивний автомобіль з кузовом з алюмінію і композитних матеріалів на платформі V/H. 

## Перше покоління (2005-2018)

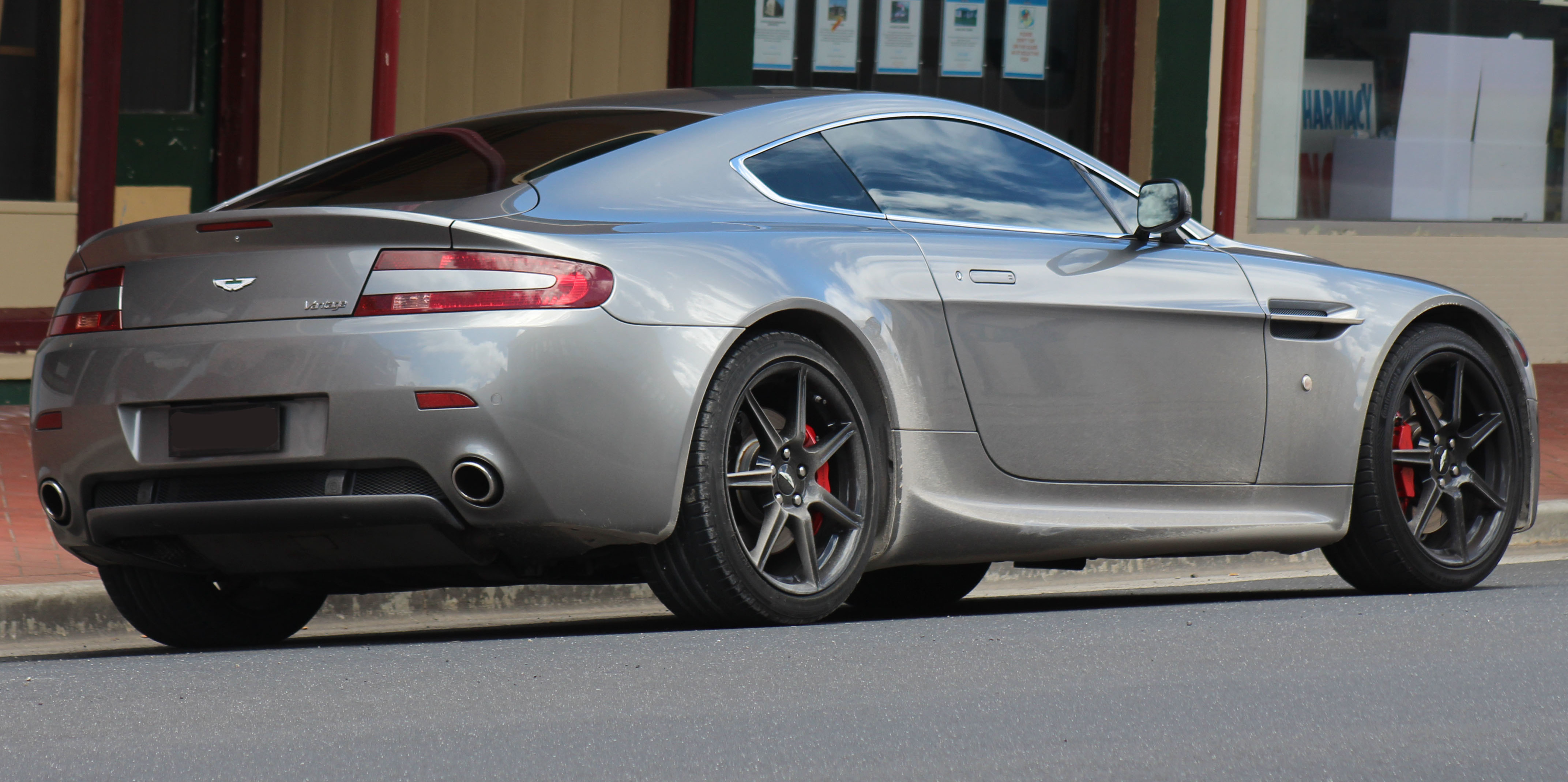
Aston Martin V8 Vantage купе

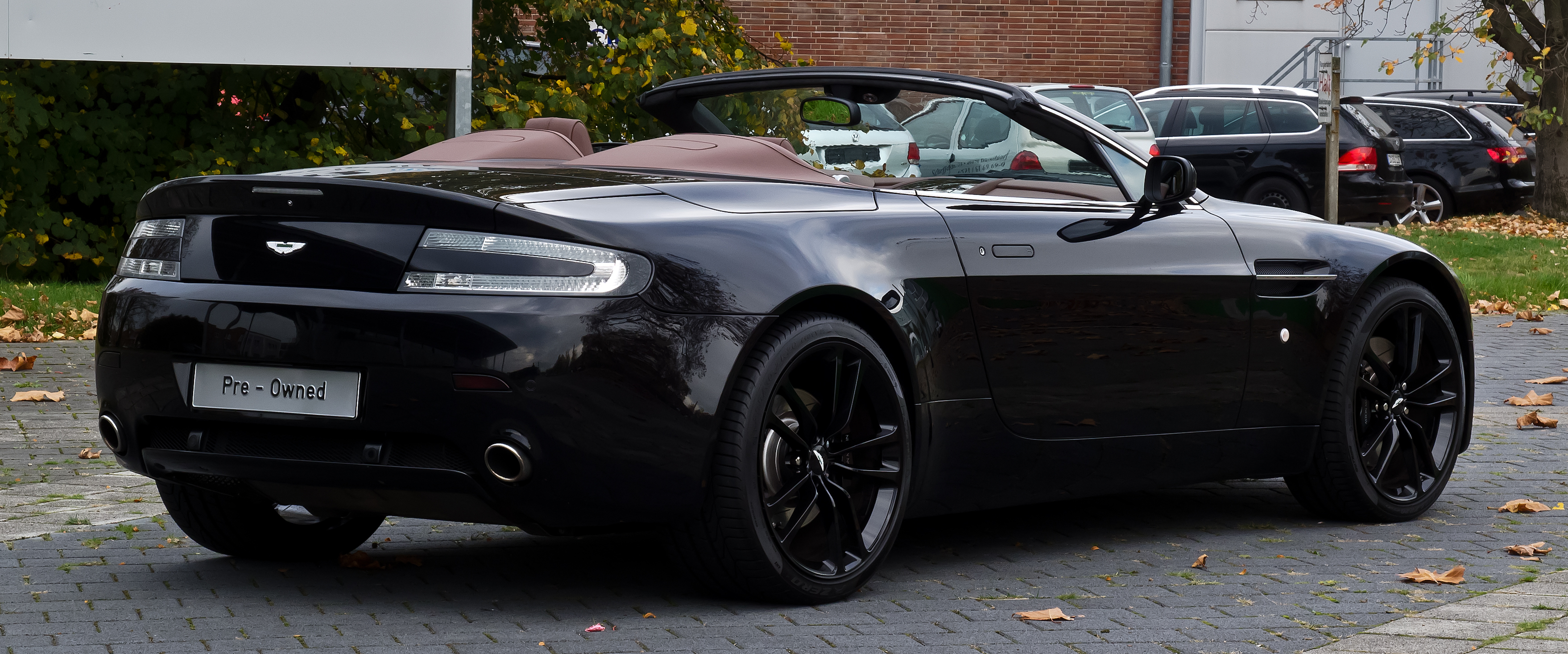
Aston Martin V8 Vantage родстер

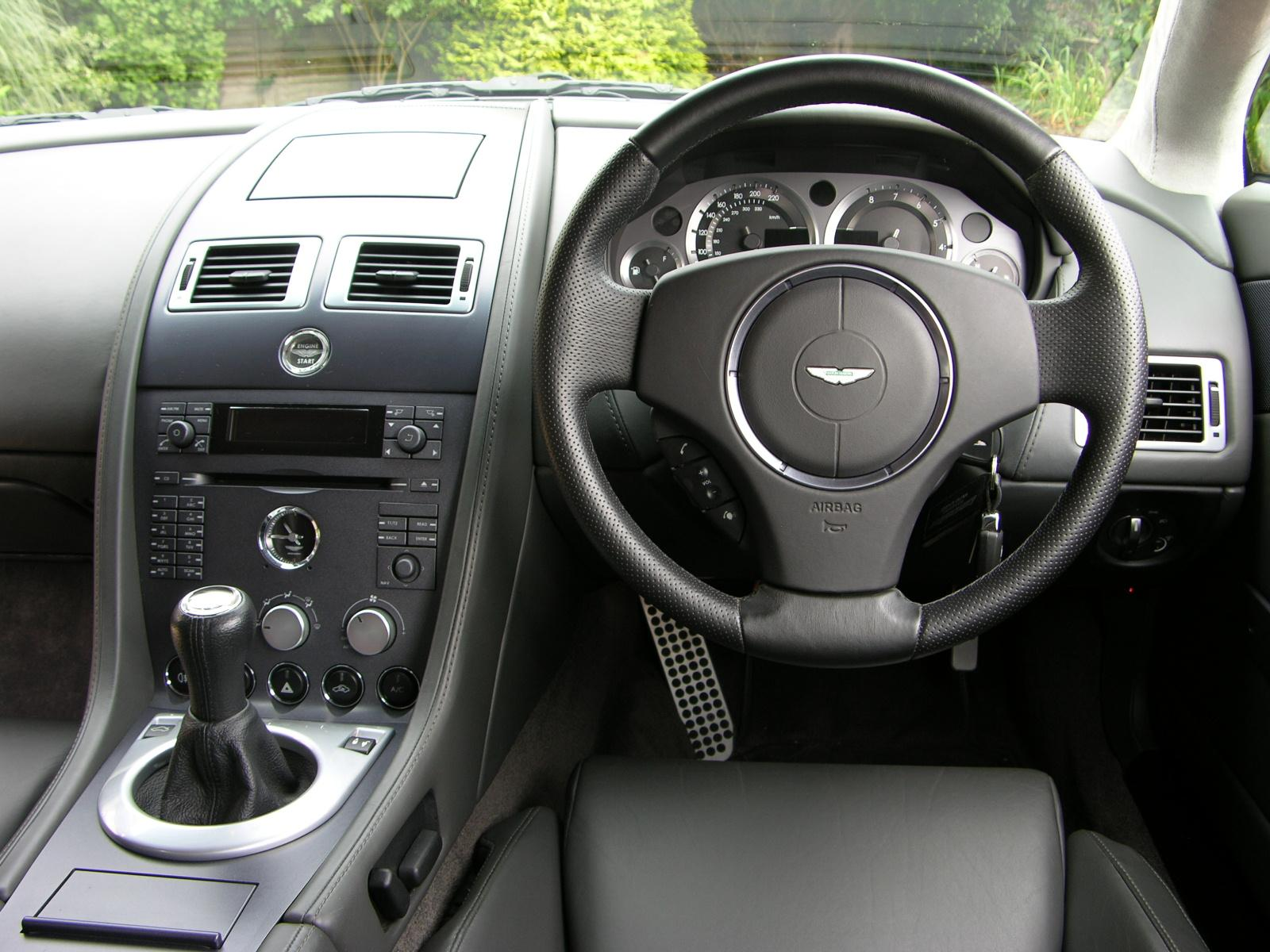
Салон

Прем'єра Aston Martin V8 Vantage відбулася в березні 2005 року на автосалоні в Женеві, а виробництво почалося з грудня 2005 року в місті Гейдон (Велика Британія). Тип кузова купе замінили на трьохдверний хетчбек, а кабріолет поступився місцем родстеру. Зовнішність — справа рук Хенріка Фіскера. Габаритні розміри 4382х1866х1255 мм, колісна база 2600 мм, маса 1570 кг. Трансмісія створена за схемою transaxle, 6-ступінчаста МКП винесеною до задньої осі та диференціал обмеженого тертя. Під зовнішніми панелями ховалася алюмінієва просторова рама. Підвіски — двохважельна «по колу», споряджена маса — 1 570 кг. Двигун V8 4.3 з системою змащення із сухим картером потужністю 385 к.с. і 410 Нм. Ручне складання, комплектація за індивідуальним замовленням.
В 2008 році модель оновили, колишній двигун замінили агрегатом V8 4.7 потужністю 426 к.с. і 470 Нм. Як і раніше, мотор працював разом з ручною або роботизованою коробками передач. Час розгону до сотні зменшився з п'яти до 4,9 с, а максимальна швидкість збільшилася з 280 км/год до 290. Ще через три роки V8 Vantage пережив другий рестайлінг. Агрегат V8 4.7 додав у віддачі (436 к.с. і 490 Нм), а в пару до нього за замовчуванням визначили семиступінчастий «робот» Graziano з одним зчепленням.
З 2009 року в продаж надійшла модифікація з двигуном V12 5.9 л (517 к.с., 570 Нм), роботизованою коробкою передач, зниженим на 15 мм шасі, вуглецево-керамічними гальмами та «зябрами» на капоті, за якими можна було безпомилково впізнати топ-версію. Машина масою 1680 кг могла розганятися від 0 до 100 км/год за 4,2 с та досягати швидкості 305 км/год.
В 2013 році дебютував V12 Vantage S. Підтягнута зовнішність, доопрацьоване шасі, семидіапазонний «робот» Graziano, який замінив механічну коробку передач, вуглепластиковий проміжний вал в алюмінієвій трубі — і 573 к.с. та 620 Нм. З місця до сотні — за 3,7 с (3,9 с у родстера), максимальна швидкість — 330 км/год (323 км/год). Всього з 2005-го по 2017 рік було випущено 25 тисяч автомобілів, включаючи ексклюзивні версії N400, N420, N430, GT, GT8 і GT12.

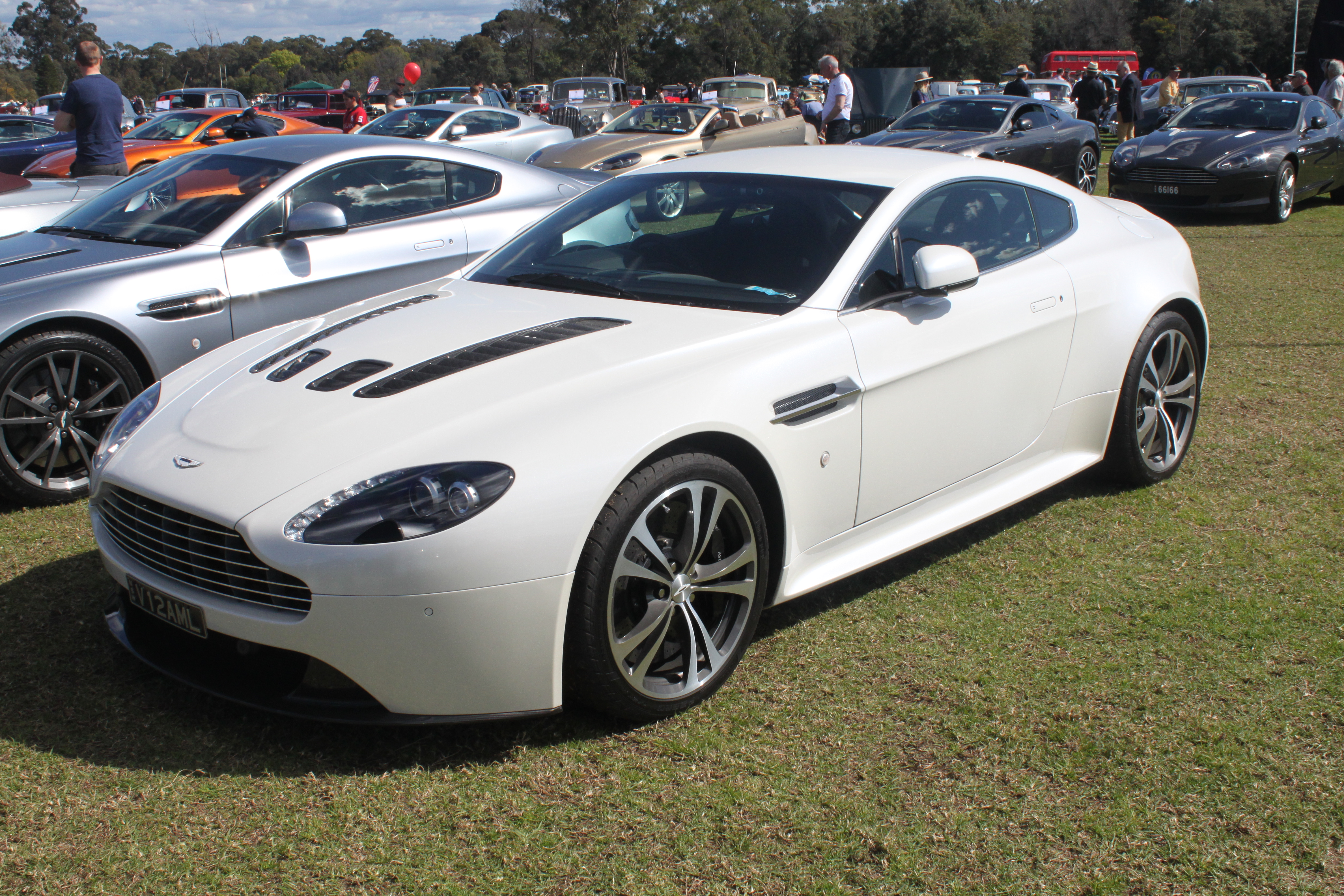
Aston Martin V12 Vantage
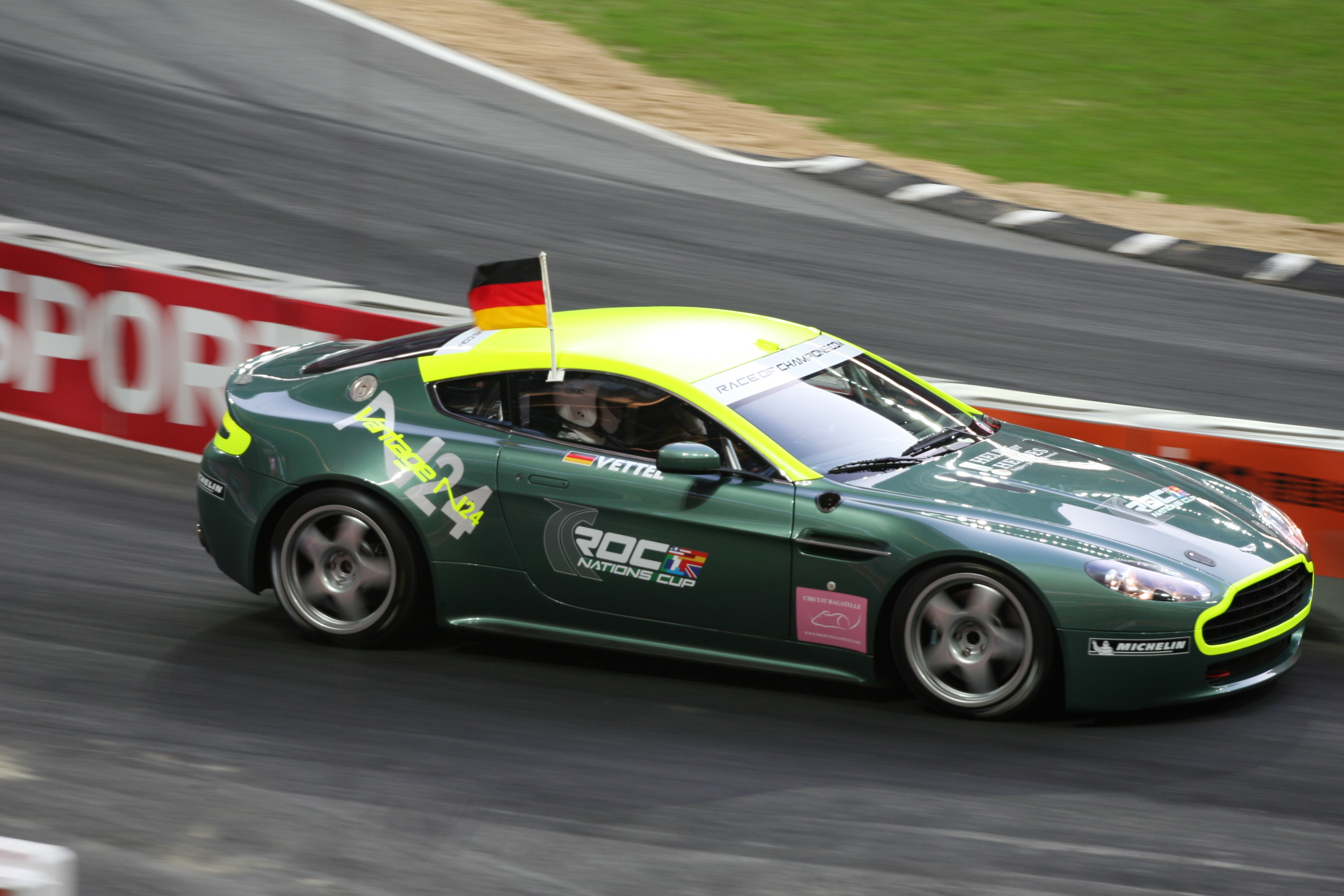
Aston Martin V8 Vantage в спорті

### Технічні характеристики
| Модель                                          | V8 Vantage       | V8 Vantage Roadster | V8 Vantage       | V8 Vantage Roadster | V8 Vantage S     | V12 Vantage      |
| Роки випуску                                    | 2005–2008        | 2007–2008           | з 2009           | з 2009              | з 03/2011        | з 2009           |
| ----------------------------------------------- | ---------------- | ------------------- | ---------------- | ------------------- | ---------------- | ---------------- |
| Циліндри/Клапани                                | V8/32            | V8/32               | V8/32            | V8/32               | V8/32            | V12/48           |
| Об'єм (см³)                                     | 4280             | 4280                | 4735             | 4735                | 4735             | 5935             |
| Потужність (kW/к.с. при об./хв.)                | 283/385 при 7000 | 283/385 при 7000    | 313/426 при 7000 | 313/426 при 7000    | 321/436 при 7200 | 380/517 при 6500 |
| Крутний момент (Нм при об./хв.)                 | 410/5000         | 410/5000            | 470/5750         | 470/5750            | 490/5000         | 570/5750         |
| Трансмісія                                      | Задній привод    | Задній привод       | Задній привод    | Задній привод       | Задній привод    | Задній привод    |
| 0-100 км/год                                    | 5,0 с            | 5,0 с               | 4,9 с            | 4,9 с               | 4,6 с            | 4,2 с            |
| 0-200 км/год                                    | 19,0 с           | 20,2 с              | 17,6 с           |                     |                  |                  |
| Максимальна швидкість (км/год)                  | 280              | 280                 | 290              | 290                 | 305              | 305              |
| Бак (літрів)                                    | 77               | 80                  | 80               | 80                  | 80               | 80               |
| Витрати пального (по європейській класифікації) | 17,2 л/100 км    | 15,0 л/100 км       | 13,9 л/100 км    | 13,9 л/100 км       | 12,9 л/100 км    | 16,3 л/100 км    |
| Пальне                                          | Super            | Super               | Super plus       | Super plus          | Super plus       | Super plus       |
| Вага (кг)                                       | 1570             | 1710                | 1630             | 1710                | 1610             | 1680             |

## Друге покоління (з 2018)

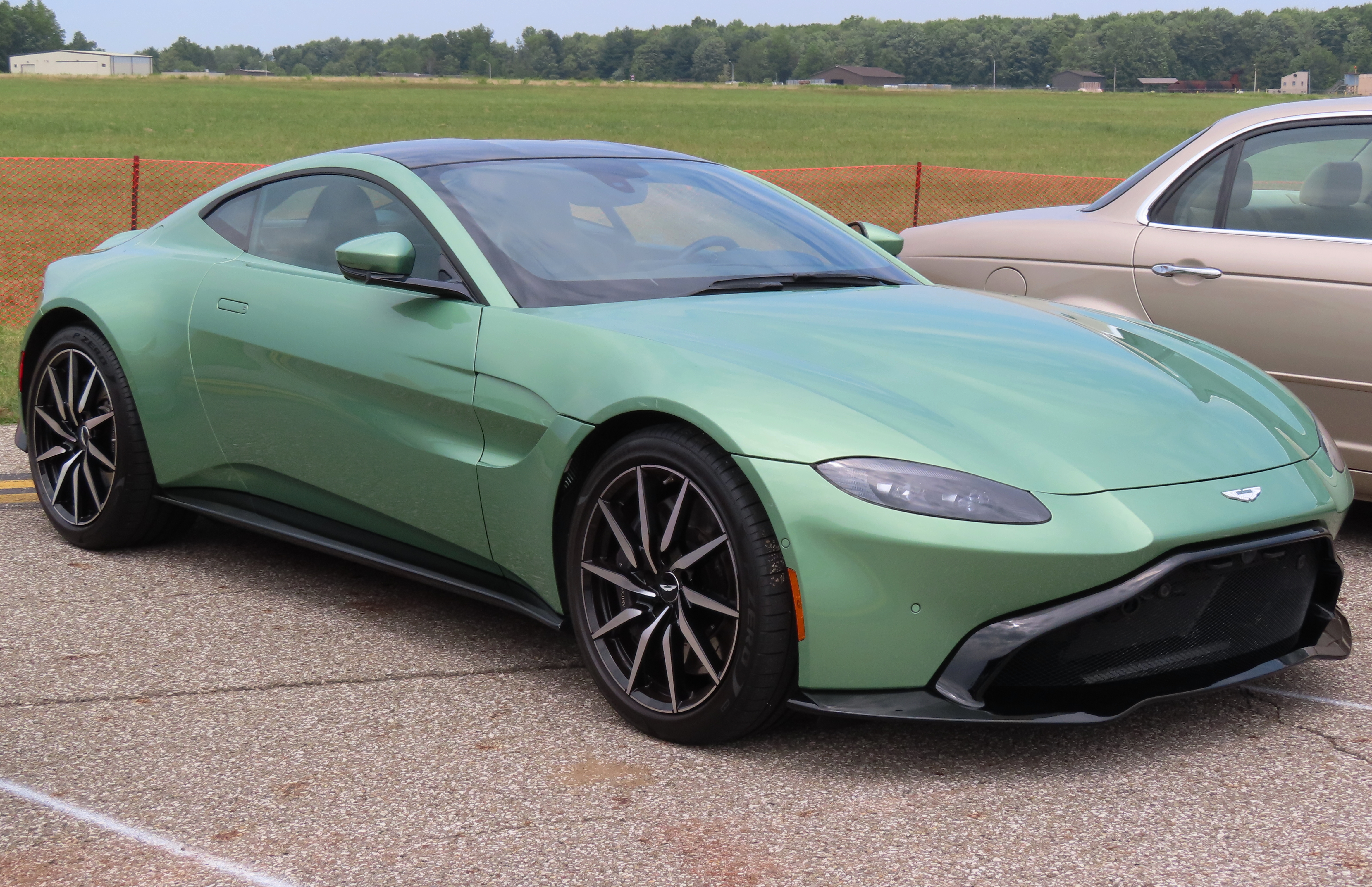
Aston Martin V8 Vantage ІІ (2017-2024)

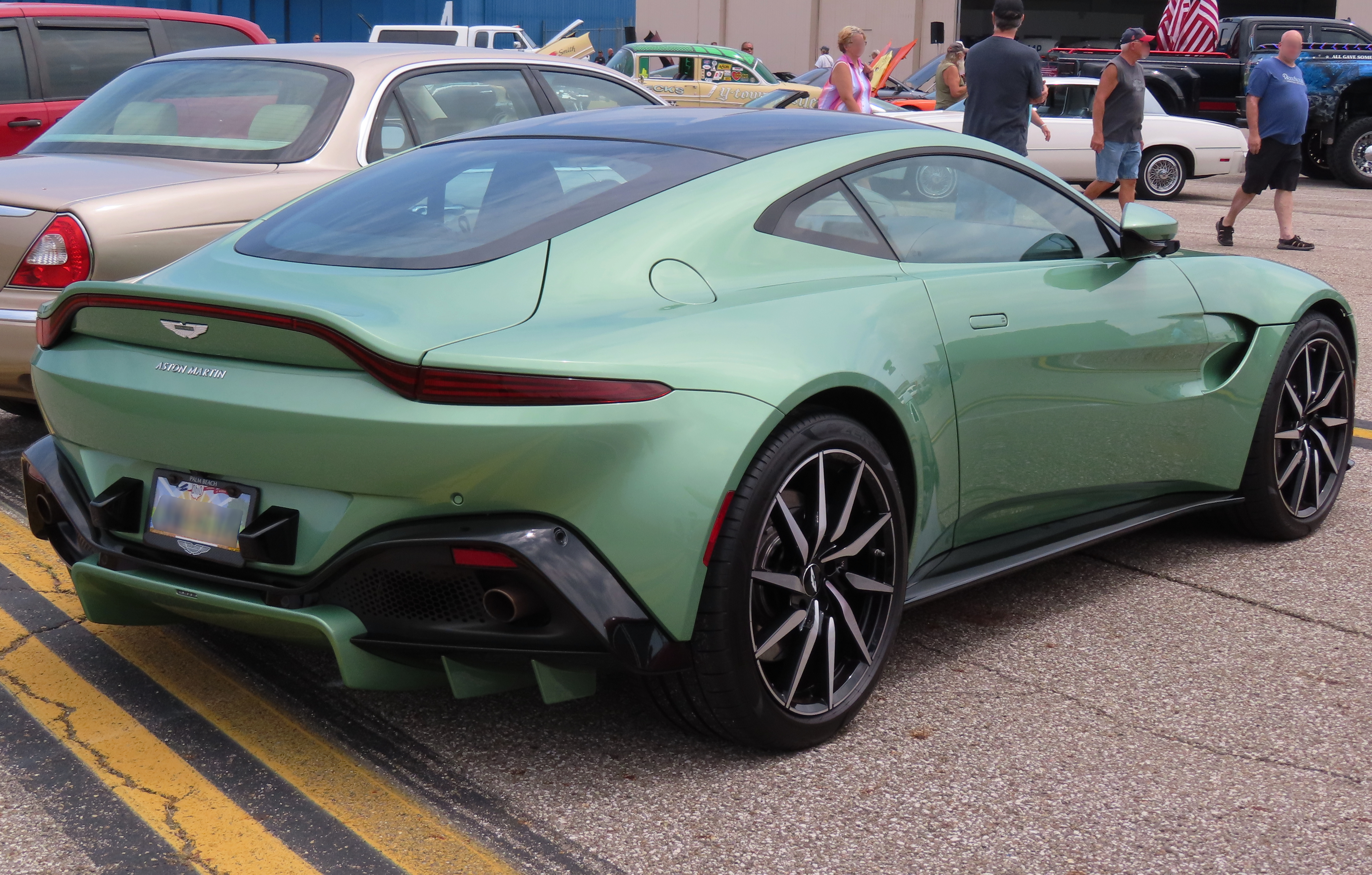
Aston Martin V8 Vantage ІІ

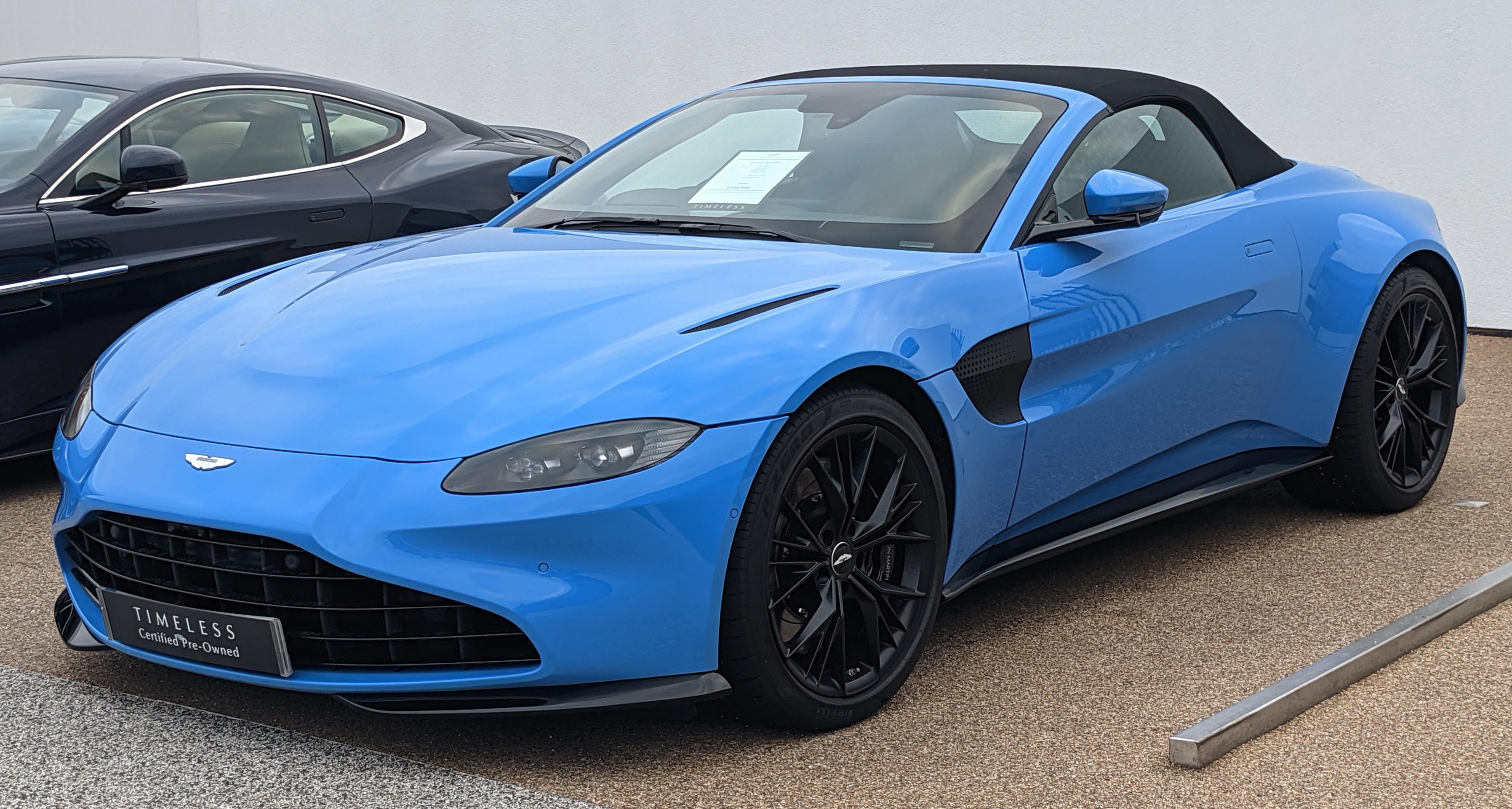
Aston Martin Vantage V8 Volante

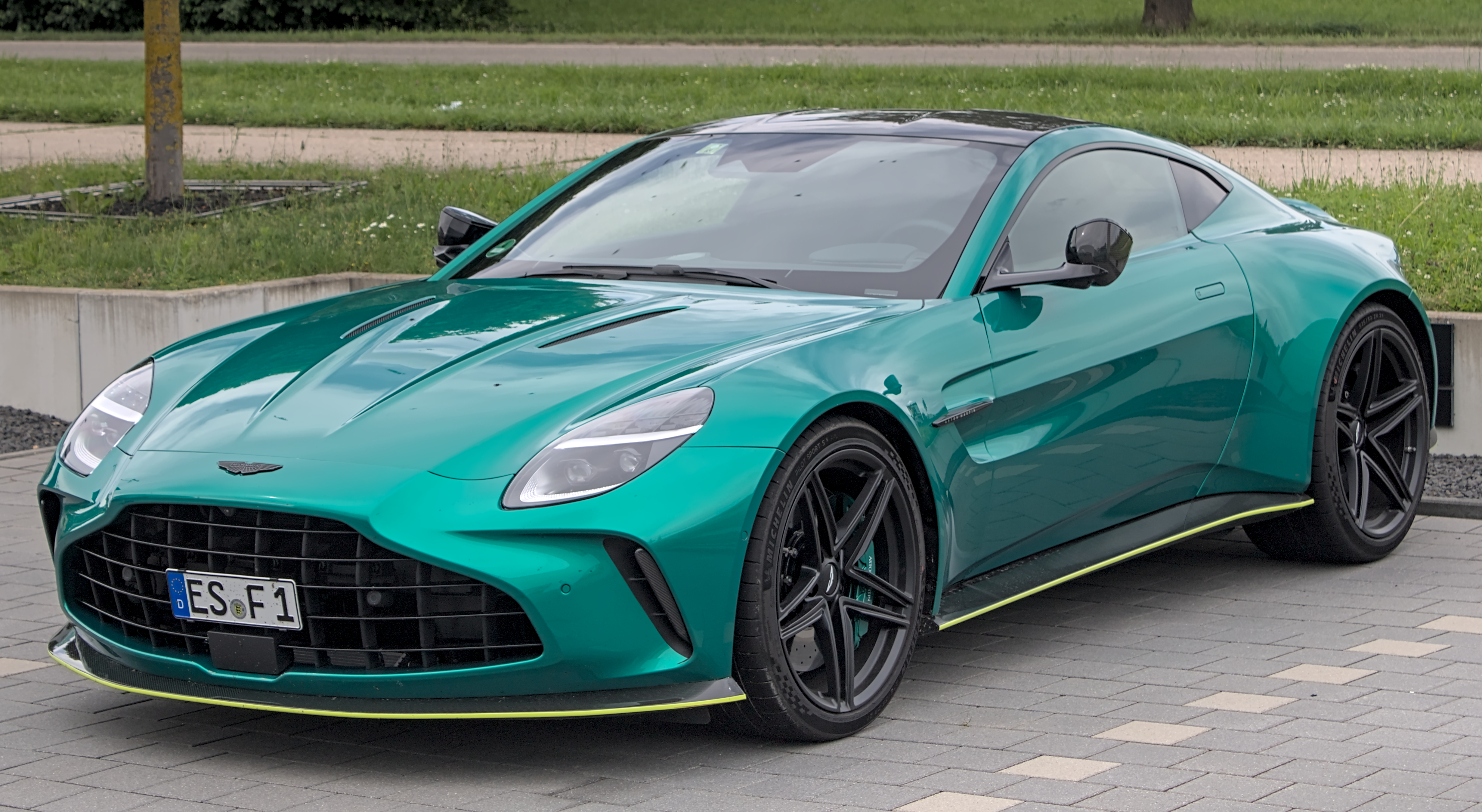
Aston Martin Vantage ІІ (2024)

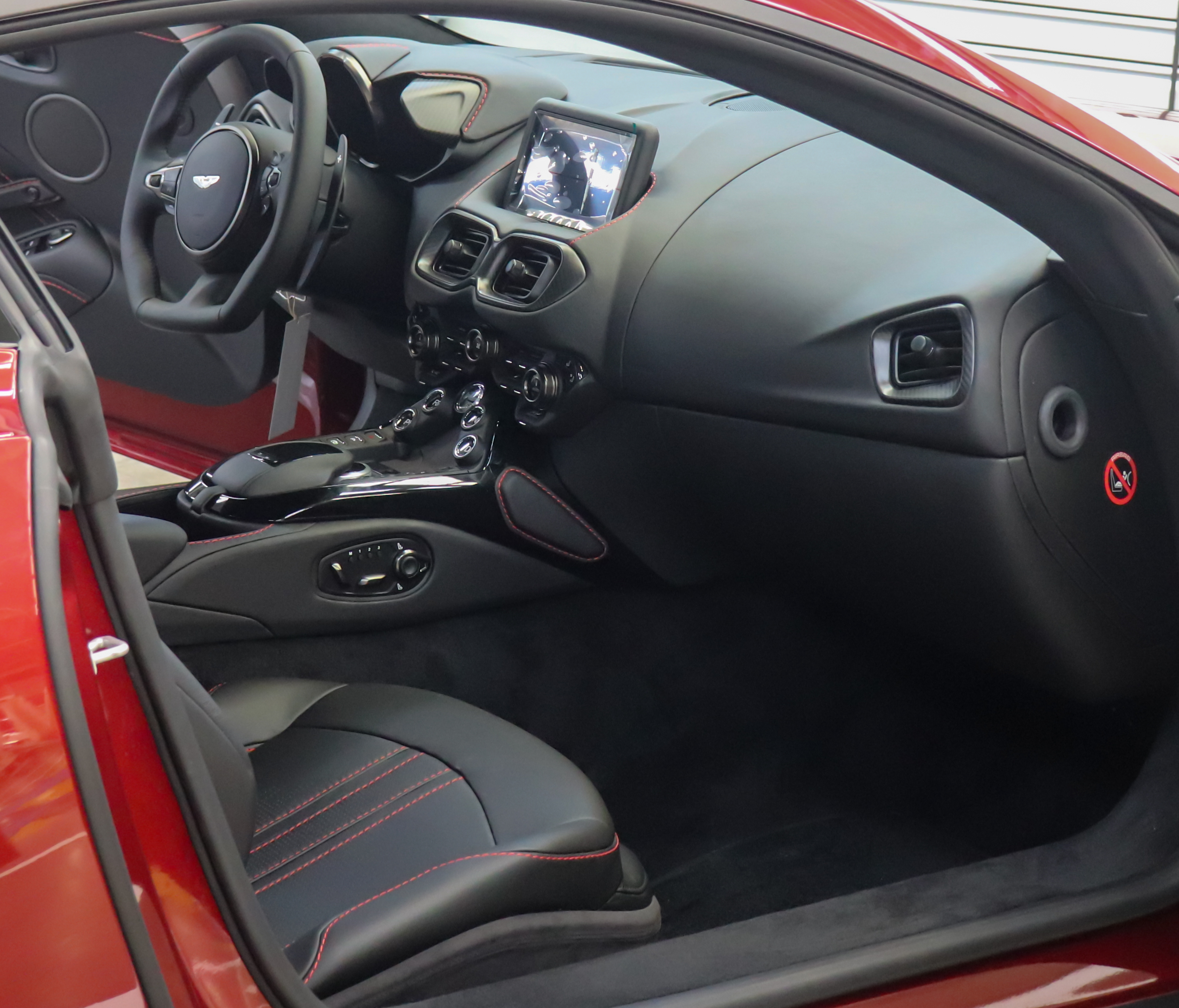

В листопаді 2017 року дебютував Vantage другого покоління, побудований на вкороченому алюмінієвому шасі DB11. В продаж автомобіль надійшов в другому кварталі 2018 року. Компонування — transaxle з віднесеною назад коробкою передач і вуглепластиковим карданним валом. Спереду використані двох важільна підвіска, ззаду — п'ятиричажка. Однак конструкція молодшої моделі на 70 % оригінальна, а зовнішні панелі зроблені не з «крилатого металу», а зі сталі. У тому суха маса досягає 1530 кг.
Двигуном V8 4.0 поділилося відділення Mercedes-AMG. Агрегат з безпосереднім уприскуванням палива і двома турбокомпресорами розвиває 510 сил і 685 Нм, або ж 625 Нм у версії AMR зі 7-ступеневою механічною коробкою передач від фірми Graziano. Цей же мотор на Mercedes-AMG GT S видає 522 к.с. і 670 Нм. На відміну від німецького автомобіля з преселективним «роботом», Vantage оснащується восьмиступінчастим «автоматом».
У список стандартного оснащення входять двозонний клімат-контроль, комбінована обробка сидінь і їх електропривод, світлодіодні фари, мультимедійна система з восьмидюймовий сенсорним екраном і навігацією.

### Двигуни
- 4.0 л Mercedes-AMG M177 twin-turbo V8 510 к.с. при 6000 об/хв 685 (625) Нм при 2000–5000 об/хв
- 4.0 л Mercedes-AMG M177 twin-turbo V8 535 к.с. при 6000 об/хв 685 Нм при 2000–5000 об/хв (F1 Edition)
- 5.2 л Aston Martin AE31 twin-turbo V12 700 к.с. 753 Нм (V12 Speedster/ V12 Vantage)

## Джеймс Бонд і Aston Martin V8 Vantage
Деніел Крейг повертається до ролі Джеймса Бонда і пересуватиметься по Лондону в класичному Aston Martin V8 Vantage. Вперше автомобіль було показано в «Живі вогні» (англ. The Living Daylights) з Тімоті Далтоном в головній ролі. Причому авто мало один і той ж номерний знак — B549 WUU.

## Ресурси Інтернету
- Aston Martin [Архівовано 22 лютого 2011 у Wayback Machine.]